# Ottavio Farnese

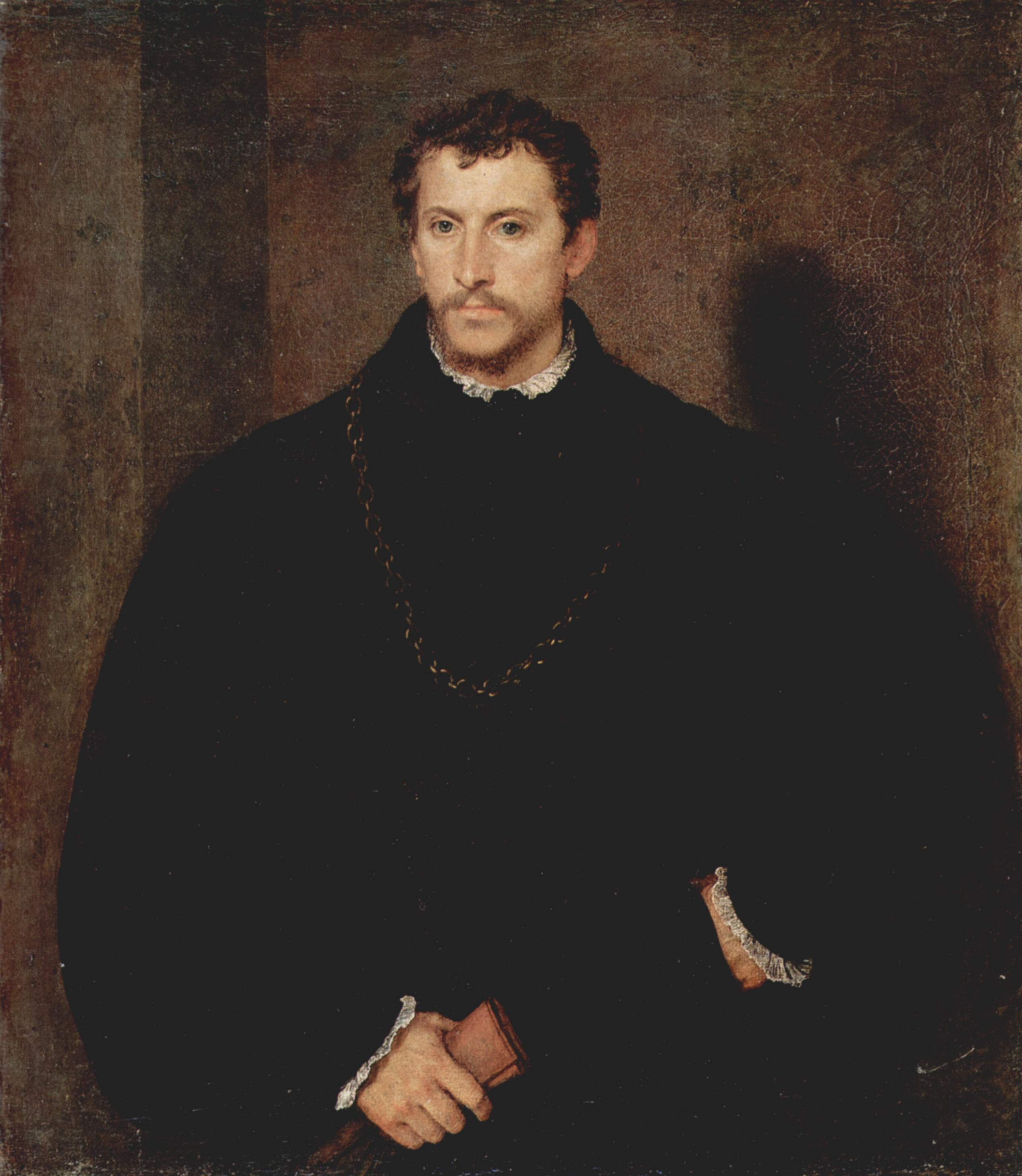
Tizian, Ottavio Farnese, Palazzo Pitti

Ottavio Farnese (* 9. Oktober 1524 in Valentano, Latium; † 18. September 1586 in Parma) war der zweite Sohn von Pier Luigi II. Farnese, dem Herzog von Parma und Piacenza und Herzog von Parma und Piacenza ab 1547.

## Biographie
Ottavio Farnese wurde als Sohn von Pier Luigi II. Farnese und Girolama, aus dem Hause Orsini stammend, auf Besitzungen seiner Familie in der Region Latium geboren. Ab dem Alter von zehn Jahren erhielt er eine humanistische Ausbildung am Collegio Ancarano in Bologna. Im Jahr 1534 ließ sein Großvater, der amtierende Papst Paul III., ihn nach Rom schicken, wo er am kirchlichen Hof eingeführt wurde.
Er wurde am 4. November 1538 zu Rom mit Margarethe von Parma (* Juli 1522; † 18. Januar 1586), der unehelichen Tochter des Kaisers Karl V. verheiratet. Ottavio war zu diesem Zeitpunkt 14 Jahre alt, Margarethe, die vor kurzem (1537) ihren ersten Ehemann, Alessandro de’ Medici verloren hatte, 16 und empfand ihren Partner als nicht ebenbürtig.
Ottavio war 1540 Herr von Camerino geworden, gab diesen Titel aber auf, als sein Vater 1545 Herzog von Parma wurde. Als der Adel der Stadt 1547 seinen Vater ermordet hatte, wurde Piacenza von Truppen des Kaisers unter Ferrante I. Gonzaga von Mantua besetzt. Papst Paul III., Pierluigis Vater und Ottavios Großvater, versuchte, Piacenza zurückzugewinnen, schob auch Ottavios Ansprüche auf Parma beiseite, wo er einen päpstlichen Legaten einsetzte, gab ihm stattdessen Camerino zurück und forderte anschließend vom Kaiser die Herausgabe Piacenzas, allerdings nicht für seine Familie, sondern für die Kirche.
Ottavio versuchte, Parma durch Gewalt zurückzugewinnen, was ihm nicht gelang, und trat dann in Verhandlungen mit Ferrante I. Gonzaga. Nach dem Ableben des Papstes, versuchte Ottavio erneut, den Statthalter in Parma dazu zu bewegen, ihm die Stadt zu übergeben. Mit der Wahl Giovanni Giocchi del Monte als Julius III. zum Papst 1551, wurde ihm das Herzogtum schließlich übergeben.
Ottavios Streit mit seinem Schwiegervater war damit nicht beendet. Da gleichzeitig Ferrante Gonzaga die Freigabe Piacenzas verweigerte und mit der Besetzung Parmas drohte, suchte sich Ottavio im französischen König Heinrich II. einen neuen Verbündeten. Julius III., der bestrebt war, wegen des stattfindenden Konzils von Trient Einvernehmen mit dem Kaiser zu haben, befahl Ottavio, Parma wieder an die Kurie zurückzugeben, belegte ihn bei seiner Weigerung mit Tadel und Verweisen, und entzog ihm seine römischen Lehen, während Karl V. das gleiche mit den Besitzungen in der Lombardei tat. Der Herzog erreichte eine Vereinbarung mit seinem Schwiegervater Karl V., die ihm Parma, Piacenza und Novara, sowie Penna, Castro und die übrigen Lehen im Königreich Neapel zurückgab. Parma wurde zur neuen Residenz ausgebaut. Ottavio gründete ein Jesuitenkolleg, aus dem später die Universität von Parma hervorging. 
Die Beziehung mit Margarete blieb weiterhin distanziert, Ottavio blieb in Parma, seine Frau residierte in Piacenza. Die Verbindung erfolgte nur mehr über einen regelmäßigen Briefwechsel, der sich vor allem mit den Staatsgeschäften befasste.
1559 wurde Margarete durch ihren Halbbruder Philipp II. zur Statthalterin der Niederlande berufen und sie verließ Italien, um damit ihrem Sohn Alessandro bei seinem Aufstieg in spanischen Diensten behilflich zu sein. Nach dem Aufstande der Niederlande wurde Margarete als Statthalterin abgelöst und kehrte 1568 nach Italien zurück, sie übernahm die Statthalterschaft über die Abruzzenregion von L’Aquila. Ottavio verbrachte die restlichen 35 Jahre seines Lebens in Ruhe auf seinen Besitzungen. 
Als Don Juan de Austria 1578 im Feldlager von Namur gestorben war, wurde Margarethes Sohn Alessandro Farnese zum Nachfolger als dortiger Statthalter. Im Oktober 1579 unterbreitete der spanische König Margarethe erneut das Angebot, wieder niederländische Landvögtin zu werden. Abermals akzeptierte Margarethe die Einladung ihres Halbbruders. Sie erhielt die gleichen Kompetenzen wie 1559, kam am 23. Juni 1580 in Luxemburg an und begab sich von dort am 26. Juli nach Namur um ihren Sohn während seiner Feldzüge als Regentin der Niederlande vertreten zu können. Am 14. September 1583 zog sich Margarethe endgültig nach Italien zurück, sie lebte wieder auf ihren Gütern bei Aquila und starb am 18. Januar 1586 in Ortona.
Nach dem Tod Ottavios fiel das Herzogtum Parma 1586 an seinen Sohn Alessandro Farnese, den einzigen überlebenden Nachkommen Ottavios. Er wurde im Sanktuarium der Basilika Sancta Maria della Steccata beigesetzt.

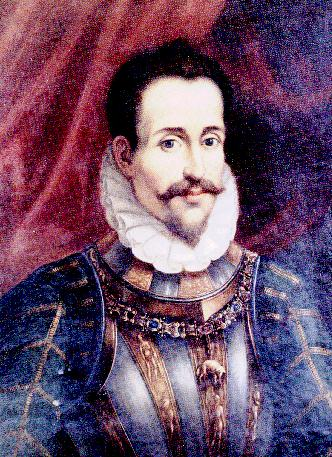
Ottavio Farnese im Harnisch
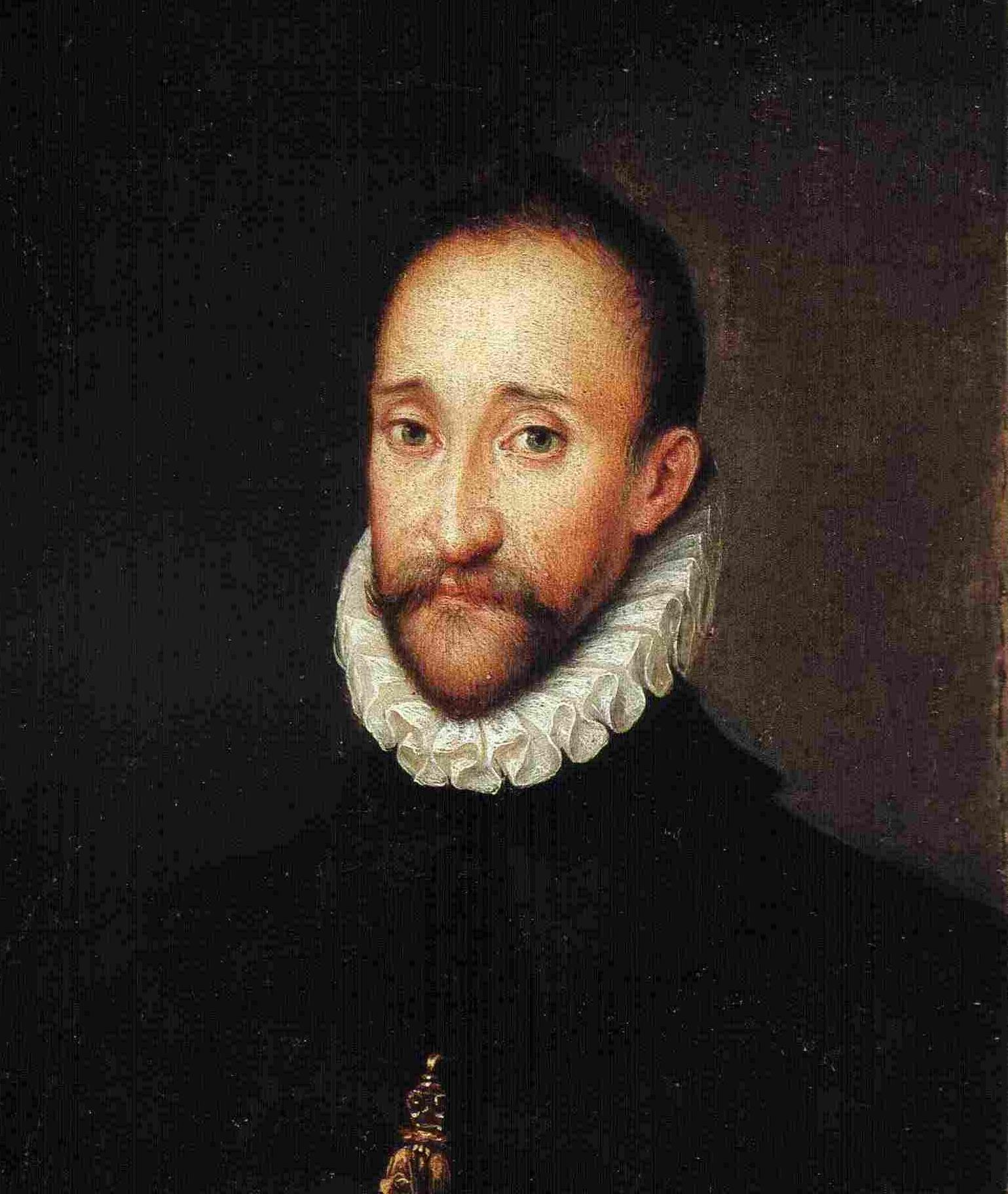
Ottavio Farnese
Ottavio Farnese rechts in gebeugter Haltung, Gemälde Papst Paul III. und seine Nepoten von Tizian
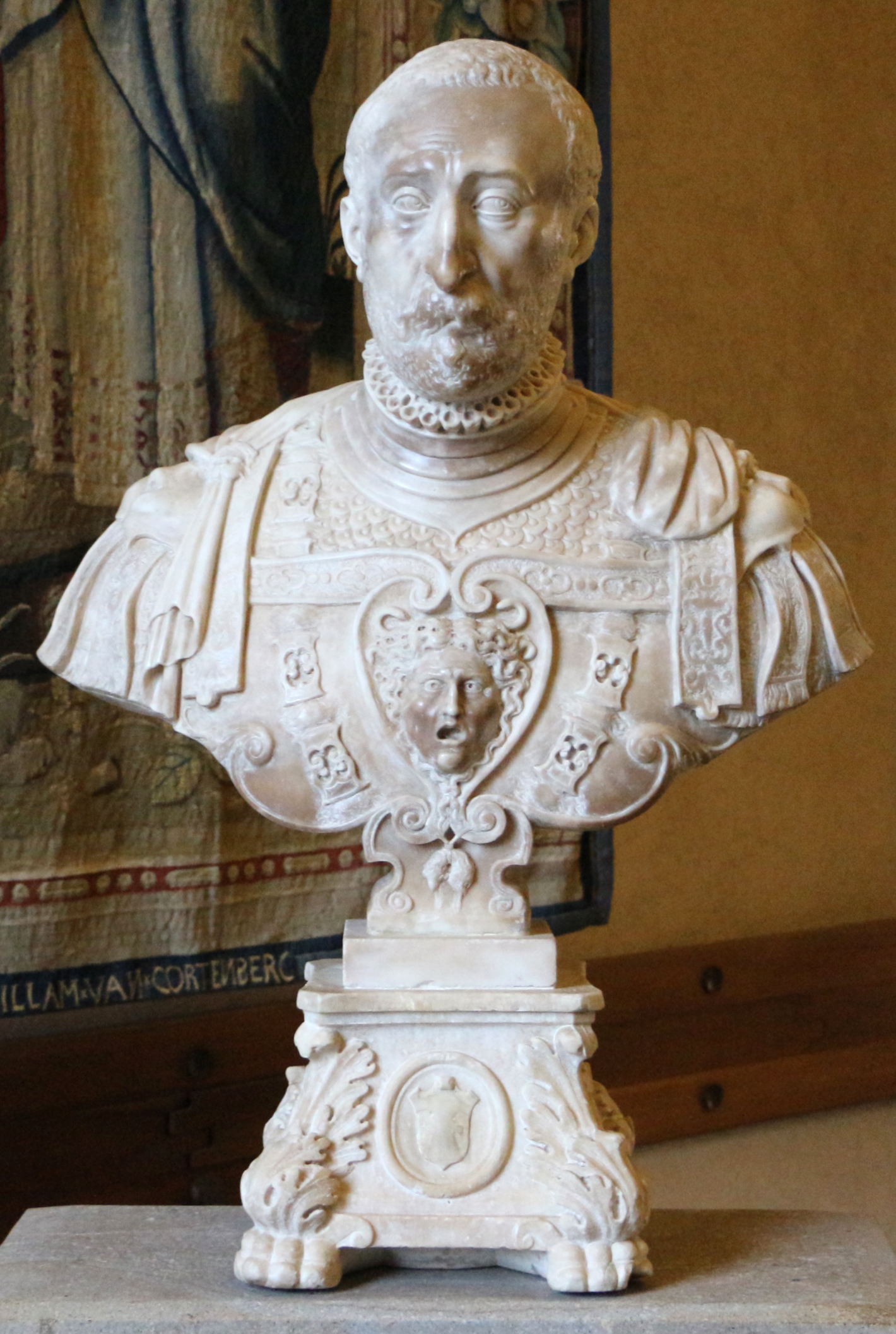
Büste des Ottavio Farnese, heute im Castello Sforzesco, Mailand